# جيمس لورانس كابيل
د.جيمس لورانس كابيل (بالإنجليزية: James Lawrence Cabell)‏ (26 أغسطس 1813 – 13 أغسطس 1889) كان مسؤول صحة بيئية وكاتبًا أمريكيا.

## حياته
ولد ابن الدكتور جورج كابيل الاصغر في فيرجينيا تحديدا نيلسون كاونتي كما قد تخرج من جامعة فيريجينا في 1833 درس بعد لك الطب في بالت وباريس واصبح بروفيسورا في التشريح كما كان رئيسيا للكلية في عامي 1846 و1847.
كان كابيل بروفيسورا متفرغا في كلية الطب لمدة 52 عاما في حقبة 1843–1889 وكان رائدا مهتما في الإعداد الصحي للجراحة حيث اتبع مبادئ ليستر في العناية بالمريض.
وكان مسؤولا عن المستشفيات العسكرية الكونفدرالية خلال الحرب الأهلية.
وضع جيمس خطة لفحص انتشار الوباء عندما انتشرت الحمى الصفراء في ممفيس تحديدا في تين عام 1859 وفقا لما نشرته ذا تيس مانكيد .
كما قدم هذا  العمل فكرة التطور قبل سنة من نشر داروين لـ (اصول الاشياء)
في اوفرتون، فيرجينيا أسس كابيل المجلس الوطني للصحة في عام عام 1880 كان رئيس المجلس الوطني للصحة.
كما نرى انه تعين رئيسا لموني للعلوم الحديثة الهادفة لوحدة الولايات المتحدة وخدمة الصحة العامة من عام 1879 حتى وفاته.

## أعماله
كتب شهادة في العلوم الحديثة لوحدة مانكيد ( نيويورك _1858 ) .

## روابط خارجية
- WorldCat page
- James Lawrence Cabell at Encyclopedia Virginia